# Boršt pri Dvoru
Boršt pri Dvoru (Duits: Forst in der Unterkrain) is een plaats in Slovenië en maakt deel uit van de gemeente Žužemberk in de NUTS-3-regio Jugovzhodna Slovenija. De plaats telde 60 inwoners op 1 januari 2020.